# Zhenning
Zhenning, tidigare stavat Chenning, är ett autonomt härad för bouyei- och miao-folken i Anshuns stad på prefekturnivå i provinsen Guizhou i sydvästra Kina.
Zhenning är indelat i två stadsdelsdistrikt, nio köpingar och tre socknar.
Stadsdelsdistrikt (jiedao):

- Dingqi (丁旗街道)
- Shuanglongshan (双龙山街道)

Köpingar (zhen):

- Benzhai (本寨镇)
- Biandanshan (扁担山镇)
- Chengguan (城关镇)
- Huangguoshu (黄果树镇)
- Jianglong (江龙镇)
- Liangtian (良田镇)
- Liuma (六马镇)
- Machang (马厂镇)
- Muyi (募役镇)

Socknar (xiang):

- Geli (革利乡)
- Jianga (简嘎乡)
- Shazi (沙子乡)